# Antagonist (fysiologi)
Antagonisten är inom fysiologi den muskel eller muskelgrupp som är motstående till den som utför ett visst arbete. Exempelvis böjer muskeln biceps brachii armbågen medan triceps brachii sträcker ut. De är därmed varandras antagonister. 
Ordet används även om den tand, enzym, nerv och så vidare, som verkar på motsatt sätt mot en annan.
Då muskler spänns och avståndet mellan ursprung och fäste förändras uppstår vanligtvis en ledrörelse. En muskelsammandragning ger störst rörelse i den kroppsdel som är längst från kroppens centrum. När överarmsmuskeln, biceps, arbetar böjer den i armbågsleden. Alltså minskar avståndet mellan ursprung och fäste. Muskeln på överarmens baksida, triceps, har motsatt funktion och rätar ut armbågsleden när den spänns. Man säger att dessa muskler är varandras antagonister för att de motverkar varandra.